# Allouis
Allouis és un municipi francès, situat al departament de Cher i a la regió de Centre – Vall del Loira. L'any 2007 tenia 908 habitants.

## Demografia

### Població
El 2007 la població de fet d'Allouis era de 908 persones. Hi havia 340 famílies, de les quals 74 eren unipersonals (23 homes vivint sols i 51 dones vivint soles), 98 parelles sense fills, 145 parelles amb fills i 23 famílies monoparentals amb fills.
La població ha evolucionat segons el següent gràfic:
Habitants censats

### Habitatges
El 2007 hi havia 392 habitatges, 345 eren l'habitatge principal de la família, 24 eren segones residències i 23 estaven desocupats. 373 eren cases i 15 eren apartaments. Dels 345 habitatges principals, 284 estaven ocupats pels seus propietaris, 55 estaven llogats i ocupats pels llogaters i 6 estaven cedits a títol gratuït; 3 tenien una cambra, 9 en tenien dues, 45 en tenien tres, 103 en tenien quatre i 185 en tenien cinc o més. 284 habitatges disposaven pel capbaix d'una plaça de pàrquing. A 109 habitatges hi havia un automòbil i a 216 n'hi havia dos o més.

### Piràmide de població
La piràmide de població per edats i sexe el 2009 era:
| Homes | Edats   | Dones |
| ----- | ------- | ----- |
| 0     | 95 o +  | 0     |
| 0     | 90 a 94 | 0     |
| 8     | 85 a 89 | 4     |
| 0     | 80 a 84 | 0     |
| 16    | 75 a 79 | 4     |
| 12    | 70 a 74 | 16    |
| 32    | 65 a 69 | 32    |
| 8     | 60 a 64 | 8     |
| 12    | 55 a 59 | 20    |
| 24    | 50 a 54 | 12    |
| 24    | 45 a 49 | 28    |
| 24    | 40 a 44 | 12    |
| 40    | 35 a 39 | 48    |
| 52    | 30 a 34 | 36    |
| 24    | 25 a 29 | 36    |
| 8     | 20 a 24 | 8     |
| 20    | 15 a 19 | 16    |
| 12    | 10 a 14 | 20    |
| 32    | 5 a 9   | 48    |
| 28    | 0 a 4   | 44    |

## Economia
El 2007 la població en edat de treballar era de 596 persones, 456 eren actives i 140 eren inactives. De les 456 persones actives 427 estaven ocupades (223 homes i 204 dones) i 30 estaven aturades (14 homes i 16 dones). De les 140 persones inactives 53 estaven jubilades, 46 estaven estudiant i 41 estaven classificades com a «altres inactius».

### Ingressos
El 2009 a Allouis hi havia 350 unitats fiscals que integraven 932,5 persones, la mediana anual d'ingressos fiscals per persona era de 19.168 €.

### Activitats econòmiques
Dels 29 establiments que hi havia el 2007, 1 era d'una empresa de fabricació d'altres productes industrials, 12 d'empreses de construcció, 4 d'empreses de comerç i reparació d'automòbils, 1 d'una empresa de transport, 1 d'una empresa d'hostatgeria i restauració, 1 d'una empresa d'informació i comunicació, 1 d'una empresa immobiliària, 3 d'empreses de serveis, 1 d'una entitat de l'administració pública i 4 d'empreses classificades com a «altres activitats de serveis».
Dels 12 establiments de servei als particulars que hi havia el 2009, 1 era un guixaire pintor, 5 fusteries, 1 lampisteria, 2 electricistes, 1 perruqueria, 1 veterinari i 1 restaurant.
L'únic establiment comercial que hi havia el 2009 era una floristeria.
L'any 2000 a Allouis hi havia 17 explotacions agrícoles que ocupaven un total de 1.716 hectàrees.

## Equipaments sanitaris i escolars
El 2009 hi havia una escola elemental.

## Poblacions més properes
El següent diagrama mostra les poblacions més properes.